# Fogars de Montclús
Fogars de Montclús est une commune de la province de Barcelone, en Catalogne, en Espagne, de la comarque du Vallès Oriental.